# 1769年金星凌日观测 (塔希提岛)

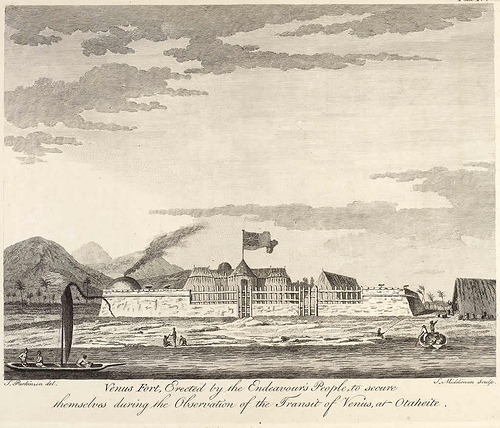
塔希提岛上的金星堡垒

1769年6月3日，英国航海家詹姆斯·库克、自然学家约瑟夫·班克斯、天文学家查尔斯·格林以及瑞典自然学家丹尼尔·索兰德在库克首次环球航行途中于塔希提岛对于该年发生的金星凌日进行了观测。在凌日过程中，对于地球上的观测者来说，金星会像一个小黑点一样穿过太阳。这种不甚常见的天文现象会以243年为一个周期循环往复。一个周期内会包含两次相隔8年的金星凌日。而二者与前一次以及后一次金星凌日的间隔期分别为121.5年以及105.5年。这些人及其手下的一批科学家是受英国皇家学会的委托来观测金星凌日的。他们的发现不仅具备科学意义，更令后世能够在航海途中更为精确地计算确定所在经度。在那个时代，经度非常难以精确确定。这批科学家除了观测金星凌日之外，还有一项秘密使命，就是去勘探南太平洋海域，以发现“未知的南方大陸”。

## 背景
1663年，苏格兰数学家詹姆斯·格雷果里提出了利用金星或水星的凌日现象通过测定地球表面不同地点的视差来确定天文单位的方法。在1716年的一期《自然科学会报》中，爱德蒙·哈雷对于格雷果里的理论做了更为详尽的阐释，并进一步提出人们可以通过它确定地日距离。在报告中，出于对人类视角（cone of visibility）的考量，哈雷推荐了几处凌日观测地，包括哈德孙湾、挪威以及摩鹿加群岛。不过，哈雷在最为临近的两次金星凌日，即1761年与1769年的金星凌日，发生近20年之前即撒手人寰。
1761年的金星凌日观测是由来自九国的120余位观测者共同完成的。由于糟糕的天气状况，托马斯·霍恩斯比并没有能够成功观测。1766年，他提醒皇家学会积极准备1769年的观测。在霍恩斯比1766年发表于《自然科学会报》的一份报告中，他与哈雷一样提出由于视角所限，应择定更好的观测地。皇家学会许下了英国“不会逊于古今任何一个国家”的诺言，并积极准备下一次的尝试。
在选定观测凌日地点时，皇家学会基本遵照了哈雷1716年提出的建议。委员会推荐了三个观测点：挪威的北角，位于加拿大哈德孙湾的丘吉尔堡以及南太平洋的某处适合的岛屿。他们宣布将向三处各派出两支观测队。英王乔治三世批准了这一计划并要求海军提供船只。他向学会划拨了4000英镑以应对这一计划的开支。

## 观测地、船只与领队的选定
1767年6月，英国航海家塞缪尔·沃利斯完成了欧洲人对于塔希提的首次勘测。这为皇家学会提供了一处观测金星凌日的理想地点。塔希提岛是当时为数不多的几处能够确定纬度的南太平洋岛屿之一。海军方面对于应在南太平洋何处观测金星凌日并不太感兴趣。他们的兴趣所在是去寻找未知的南方大陆。他们向前往塔希提的天文学家及其他科学家提供了奮進号，并委任詹姆斯·库克作为领队带领船队。库克是当时领队的不二之选。他具备高超的航海技能，并且还是位称职的天文学家。他曾于1766年在纽芬兰观测了该年的日食。

## 观测准备
在奮進号抵达塔希提后，库克船长旋即决定在海岸上搭建天文台。他需要一个比船稳定且能够提供充足工作空间的观测平台。他将观测地点选在马塔瓦伊湾东北端的一处沙洲，并将其命名为金星岬。他们在抵达两天后开始搭建金星堡垒。他们首先划定堡垒的边界，然后在邻接海湾的三个边上构筑土木工事，并在上面搭上木栅栏。然后他们用从船上运下的木桶，灌入湿的沙子进一步加固工事。堡垒的东侧面对河流。他们还装上了从船上卸下的大炮，并搭了一个大门。在堡垒内，总共有54个帐篷来安置船员、科学家与官员，以及用作观测站、工具作坊或厨房。库克还派了一支由扎卡里·希克斯率领的人马在岛东岸另再搭建观测站。此时，另一支由约翰·戈尔领队的人数上要多出38人的科考队则在邻近的埃米奥岛（Eimeo）安营扎寨。两支队伍都轻装简从。

## 观测过程

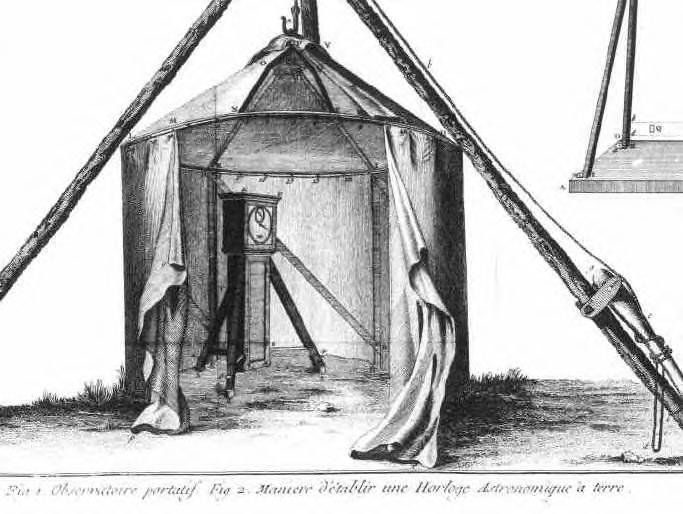
库克船长所用的移动观测站

观测者要去观测金星经过太阳的四个阶段：第一个阶段，金星开始接触太阳的边缘；第二个阶段，金星完全进入太阳范围内，但仍与太阳的边缘相切；第三个阶段，金星仍在太阳内，但已与另一侧边缘内切；第四个阶段，金星运行到太阳以外，但仍与边缘外切。
观测当天气象条件良好。库克、格林以及索兰德分别进行独立的观测。由于下次金星凌日要等到1874年，因而观测结果的准确性就显得尤为重要。
库克在他的日志中是这样记载当天的观测的：

我们原本以为这一天能够得偿所愿：整天万里无云，天朗气清，我们都能去观测金星经过日轮的全过程：我们（却）看到星体周围有明显的阴影，这对于（四个）接触时刻的记录造成相当大的干扰，特别是两个内切时刻。索兰德博士、格林先生以及本人都观察到了。我们所记录的接触时刻之间的误差超出了预定的范围。格林先生的望远镜与我的放大能力相同，博士的则比我们的强一些。

由于“黑滴现象”，他们都没能准确地记录四个阶段发生的时刻。人们原本认为这一效应是由金星稠密的大气造成的，但这一原因造成的模糊的范围并不会像黑滴现象中那样大。近来的研究显示这一效应其实是由地球大气中的湍流导致的拖尾现象。

## 观测结果

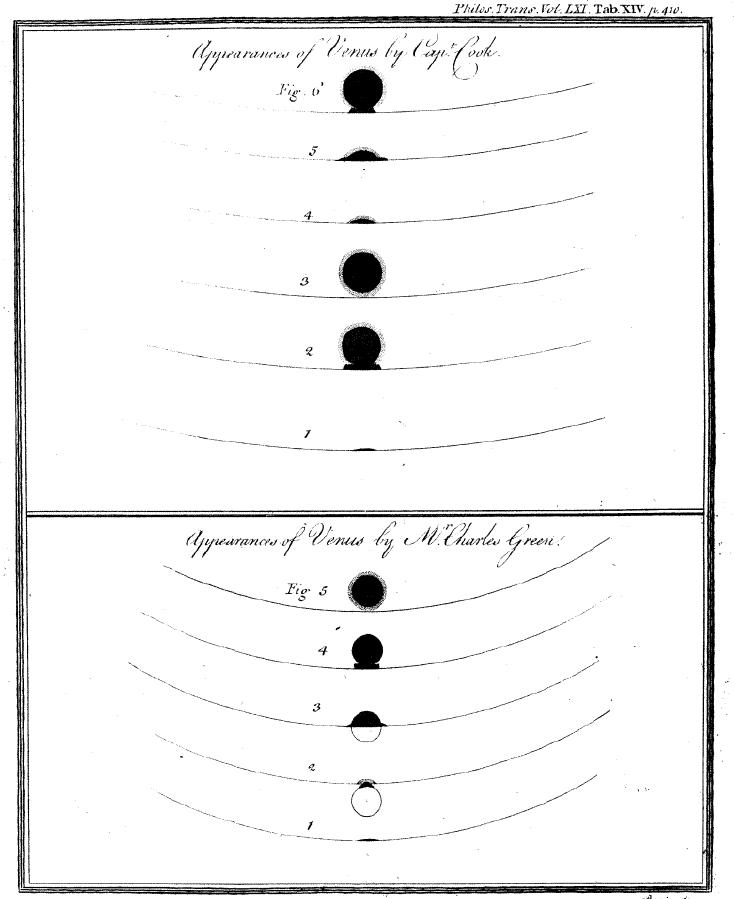
库克船长以及查尔斯·格林所作的1769年金星凌日观测图。它们展示了黑滴现象。另请注意图像之间的不同之处。

皇家学会对于库克一行人的观测结果非常失望。他们没能准确记录四个阶段发生时刻，而他们的观测结果也各不相同。他们后来发现其他地方的观测者也发生了相似的事情。这些观测者也都发现金星周围有类似黑滴的东西导致不能准确记录金星进入以及准备离开太阳的时刻。
皇家学会后来决定将观测失败归咎于在归途中离世的格林。库克在皇家学会官方报告中对其的指责非常尖锐。格林没能自行展示数据或为自己辩护。

## 科学界
哈雷在其1716年的文章中呼吁观测者们在世界不同位置来观测金星凌日。科学界对其的回应非常热烈。1761年，全世界有至少120位观测者在62个观测站对金星凌日进行了观测，这其中不仅有欧洲的观测站，还有位于加尔各答、托博尔斯克、好望角以及纽芬兰的圣约翰斯的观测站。1769年的观测也是一次巨大的国际合作。尽管英法两国正在七年战争中交战正酣，英国海军还是保证了法国天文学家亚历山大·居伊·潘格雷的安全。法国政府也在库克前往塔希提的途中，命令其所属军舰不要去伤害奮進号，因为她正“为全人类的事业而出海航行”。金星凌日的观测体现了18世纪科学界的团结。
然而，英法的这一协议是在著名的天文学家查尔斯·梅森与杰雷米亚·狄克逊前往苏门答腊观测1761年金星凌日受到法国袭扰后通过的。

## 与现代观测值的比较
在1771年12月发布的《自然科学会报》中，霍恩斯比报告了他利用1769年观测到的视差值所计算出的地日平均距离，93726900 英里。这个结果与现代利用雷达得到的观测值，92,955,000英里（149,597,000），只差约0.8%。考虑到当时的观测条件，这个结果可以说是相当精确的。

## 脚注
1. 1 2  Rienits & Rienits 1976，第39頁.
2. 1 2 3 4 5 6 7  Herdendorf 1986.
3. ↑  Rienits & Rienits 1976，第28頁.
4. ↑  Teets 2003，第335–348頁.
5. ↑  Halley 1716.
6. 1 2  Rice 2008.
7. 1 2  Williams 2004.
8. 1 2  Rienits & Rienits 1976，第24頁.
9. ↑  MacLean 1974，第37頁.
10. 1 2  Rienits & Rienits 1976，第25頁.
11. ↑  NASA.
12. ↑  Cook & Bevis 1767.
13. ↑  MacLean 1974，第54頁.
14. ↑  MacLean 1974，第55頁.
15. ↑  Teets 2003，第335頁.
16. ↑  Beaglehole 1999.
17. ↑  Pasachoff et al. 2004，第6頁.
18. ↑  Teets 2003，第338頁.
19. 1 2  Teets 2003，第347頁.
20. ↑  Crosland 2005.